# Wachtang I Gorgasali
Wachtang I Gorgasali (440–502), (gruz.: ვახტანგ I გორგასალი) – gruziński król (mepe) Kartlii (Iberii kaukaskiej) w latach 452–502 i święty Gruzińskiego Kościoła Prawosławnego.
Prowadził długą wojnę wyzwoleńczą przeciwko sasanidzkiej Persji. Uważany jest za założyciela Tbilisi, gdzie przeniósł stolicę państwa z Mcchety. Pomógł Gruzińskiemu Kościołowi Prawosławnemu w uzyskaniu autokefalii.
Jego przezwisko „gorgasal” (końcówka „i” to adaptacja języka gruzińskiego) tłumaczy się z języka farsi jako „głowa wilka” w nawiązaniu do kształtu jego hełmu. Odmówił udziału w wojnach z Bizancjum, zginął w starciu z oddziałem wojska Sasanidów.
W Gruzji otaczany czcią. W bajkach i legendach jest stałą postacią, naznaczoną pozytywnymi cechami – odwagą, siłą, mądrością. Cerkiew gruzińska wprowadziła go w poczet świętych, a jego szczątki spoczywają w świątyni Sweticchowelli.
Order Wachtanga I Gorgasalego jest jednym z najwyższych odznaczeń w Gruzji.